# Kévin Abbring
Kévin Abbring, né le 20 janvier 1989 aux Pays-Bas, est un pilote de rallye néerlandais.